# Carpio de Azaba
Pour les articles homonymes, voir Carpio et Azaba.
Carpio de Azaba est une commune de la province de Salamanque dans la communauté autonome de Castille-et-León en Espagne.